# Yatytay
Yatytay, ein Distrikt im Departamento Itapúa von Paraguay. Er wurde am 10. August 1987 gegründet.
Der Distrikt Yatytay erstreckt sich über eine Fläche von 160 km² und hat etwa 2.500 Einwohner, er wird umgeben von den Nachbardistrikten San Rafael del Paraná, Natalio und Tomás Romero Pereira, im Süden grenzt er an den Río Paraná und damit an Argentinien.
Die ersten Kolonisten besiedelten die Gegend des heutigen Yatytay im Jahre 1972. Der Name Yatytay des Distrikts leitet sich aus dem Guaraní ab und bedeutet so viel wie Wasserschnecke.